# Nguyễn Phúc Hòa Thận
Nguyễn Phúc Hòa Thận (chữ Hán: 阮福和慎; 27 tháng 6 năm 1834 – 25 tháng 12 năm 1860), phong hiệu Định Thành Công chúa (定成公主), là một công chúa con vua Minh Mạng nhà Nguyễn trong lịch sử Việt Nam.

## Tiểu sử
Hoàng nữ Hòa Thận sinh ngày 21 tháng 5 (âm lịch) năm Giáp Ngọ (1834), là con gái thứ 47 của vua Minh Mạng, mẹ là Tài nhân vị nhập lưu Bùi Thị San (tài nhân chưa xếp giai thứ). Công chúa là con đầu lòng của bà Tài nhân, là chị cùng mẹ với Kiến Hòa Quận công Miên Điều và Bái Trạch Công chúa Trinh Tĩnh.
Năm Tự Đức thứ 4 (1851), công chúa Hòa Thận lấy chồng là Phò mã Đô úy Nguyễn Hanh, người Thanh Hóa, là con trai của Chưởng vệ Nguyễn Quý. Phò mã Hanh trước giữ chức Hậu quân, sau bị giáng làm Chưởng vệ. Năm Đồng Khánh thứ nhất (1886), phò mã qua đời. Công chúa và phò mã có với nhau ba con trai và một con gái.
Năm Tự Đức thứ 13 (1860), Canh Thân, ngày 14 tháng 11 (âm lịch), công chúa Hòa Thận mất, hưởng dương 27 tuổi, được truy tặng làm Định Thành Công chúa (定成公主), thụy là Uyên Nhàn (淵嫻). Mộ của bà được táng tại An Cựu (thuộc Hương Thủy, Thừa Thiên - Huế).